# آف‌رود لجندز
آف‌رود لجندز (انگلیسی: Offroad Legends) یک بازی ویدئویی مسابقه‌ای تک‌نفره برای سکوهای آی‌اواس و اندروید می‌باشد که توسط داگ‌بایت گیمز توسعه و نشر پیدا کرده است.
این بازی در ژوئن ۲۰۱۲ و به صورت توزیع دیجیتال منتشر شد.

## ادامه
- آف‌رود لجندز: صحرا: یک بازی آزاد است که بعد از گرفتن بازخوردهای مثبت از نسخهٔ اصلی منتشر شد.[۳]
- آف‌رود لجندز: وارم‌آپ: آخرین قسمت از این سری بوده که در دسمابر ۲۰۱۳ منتشر شد.[۴]